# Live Ahoy '91
Live Ahoy '91 is een live cd-registratie van de Nederlandse zanger Hessel in Ahoy Rotterdam.

## Tracks
1. Salty Dog (5:50)
2. The Power of Love (3:46)
3. Beautiful Day (3:40)
4. There's Love Down Here (4:10)
5. She Is Flying to America (5:00)
6. Dust (3:51)
7. The Song Unsong (4:00)
8. Somebody Told Me (4:50)
9. Hip to Be Square (4:05)
10. Jersey Girl (7:00)
11. Me and My Baby (3:47)
12. Terug Naar Terschelling (5:33)